# Australosuchus
Australosuchus (лат.) — род вымерших крокодилов из клады Mekosuchinae. Типовой и единственный вид Australosuchus clarkae; название переводится как «южный крокодил».
Таксон описан в 1991 году по голотипу QM F16788 — неполному скелету, состоящему из почти полного черепа и челюсти, части шейного и грудного отделов позвоночника, лопатки, плечевой кости и кожного панциря, который был обнаружен в озере Паланкаринна в Южной Австралии.
Согласно датировки ископаемых остатков, Australosuchus жили в верхнем олигоцене — среднем миоцене (28,4—11,6 млн лет назад).